# U-9 (1935)
| U-9                        | U-9                                                            | U-9                                                            |
| -------------------------- | -------------------------------------------------------------- | -------------------------------------------------------------- |
|                            |                                                                |                                                                |
|                            |                                                                |                                                                |
|                            |                                                                |                                                                |
| Під прапором               | Третій Рейх                                                    | Третій Рейх                                                    |
| Порт приписки              | Кіль, Вільгельмсгафен, Констанца, Севастополь                  | Кіль, Вільгельмсгафен, Констанца, Севастополь                  |
| Спуск на воду              | 30 липня 1935                                                  | 30 липня 1935                                                  |
| Виведений зі складу флоту  | 20 серпня 1944                                                 | 20 серпня 1944                                                 |
| Сучасний статус            | затоплений                                                     | затоплений                                                     |
| Проєкт                     |                                                                |                                                                |
| Тип ПЧ                     | Малий ДПЧ                                                      | Малий ДПЧ                                                      |
| Основні характеристики     |                                                                |                                                                |
| Швидкість (надводна)       | 13 вузлів                                                      | 13 вузлів                                                      |
| Швидкість (підводна)       | 7 вузлів                                                       | 7 вузлів                                                       |
| Гранична глибина занурення | 150 м                                                          | 150 м                                                          |
| Екіпаж                     | 25 осіб                                                        | 25 осіб                                                        |
| Розміри                    |                                                                |                                                                |
| Довжина найбільша (по КВЛ) | 42,7 м                                                         | 42,7 м                                                         |
| Ширина корпусу найб.       | 4,08 м                                                         | 4,08 м                                                         |
| Висота                     | 8,6 м                                                          | 8,6 м                                                          |
| Середня осадка (по КВЛ)    | 3,9 м                                                          | 3,9 м                                                          |
| Водотоннажність надводна   | 279 т                                                          | 279 т                                                          |
| Озброєння                  |                                                                |                                                                |
| Артилерія                  | 1 × 2 cm/65 C/30 (1000 снарядів)                               | 1 × 2 cm/65 C/30 (1000 снарядів)                               |
| Торпедно- мінне озброєння  | 3 TA калібру 533 5 торпед або 18 мін (за іншими даними ТМА 12) | 3 TA калібру 533 5 торпед або 18 мін (за іншими даними ТМА 12) |

U-9 — малий німецький підводний човен типу II-B для прибережних вод, часів Другої світової війни. Замовлення на будівництво човна було віддане 20 липня 1934 року. Човен був закладений 8 квітня 1935 року на верфі «Германіаверфт» у Кілі під заводським номером 543. Спуск на воду відбувся 30 липня 1935 року, а 21 серпня того ж року човен став до строю під командуванням Корветтен-капітана Ганса-Гюнтера Лоффа.

## Історія служби
Введений у стрій 21 серпня 1935 року. З 1 вересня 1935року по 30 червня 1940 року був приписаний до 1-ї флотилії. 20 квітня 1940 року здійснив торпедний залп по польському есмінцю «Блискавка», але промахнувся. Переведений в 24-ту флотилію. Здійснив 19 бойових походів, потопив 7 суден (16669 брт). Потопив французький підводний човен (552 брт) і пошкодив радянський сторожовик (419 брт). Загинув 20 серпня 1944 року неподалік від Констанци біля румунського узбережжя Чорного моря від бомб радянської авіації, загинуло 27 осіб . В кінці 1945 року радянські моряки підняли U-9 і відбуксирували в порт Миколаїв, де він був зарахований в резерв флоту під новим індексом ТС-16. Однак через серйозність ушкоджень його довелося здати на брухт у грудні 1946 року.
U-9 був першим човном, який мав власний відмітний символ: на рубці був зображений Залізний хрест в пам'ять про заслуги однойменного попередника під час Першої світової війни.

## Атаки на човен
27 грудня 1942 року човен був атакований радянським мінним тральщиком біля Сочі. Тральщик скинув 8 глибинних бомб, але ушкодження виявилися незначними.
11 травня 1944 човен був атакований радянськими ескортними кораблями. Ушкодження виявилися незначними.

## Командири
- Корветтен-капітан Ганс-Гюнтер Лофф (21 серпня 1935 — 1936/37)
- Капітан-лейтенант Вернер фон Шмідт (30 вересня 1935 — 1 жовтня 1937)
- Капітан-лейтенант Людвіг Матес (1 жовтня 1937— 18 вересня 1939)
- Оберлейтенант-цур-зее Макс-Мартін Шульте (19 вересня 1939— 29 грудня 1939)
- Оберлейтенант-цур-зее Вольфганг Лют (30 грудня 1939 — 10 червня 1940)
- Оберлейтенант-цур-зее Вольфганг Кауфманн (11 червня — 20 жовтня 1940)
- Капітан-лейтенант Йоахім Деке (21 жовтня 1940 — 8 червня 1941)
- Оберлейтенант-цур-зее/капітан-лейтенант Ганс-Йоахім Шмідт-Вайхерт (2 липня 1941 — 30 квітня 1942, 28 жовтня 1942 — 15 вересня 1943)
- Оберлейтенант-цур-зее Генріх Клапдор (16 вересня 1943 — 31 березня 1944)
- Оберлейтенант-цур-зее резерву Мартін Ландт-Гаєн (5 квітня — 6 квітня 1944; під час переходу човна)
- Капітан-лейтенант Клаус Петерсен (7 квітня 1944 — червень 1944)
- Оберлейтенант-цур-зее Генріх Клапдор (червень — 20 серпня 1944)

## Потоплені судна
| Назва           | Тип                 | Належність      | Дата           | Тоннаж (БРТ) | Вантаж                                                       | Статус             | Місце                                                       |
| Flandria        | вантажне судно      | Швеція          | 18 січня 1940  | 1 179        | генеральний вантаж, папір                                    | потоплений         | 54°00′ пн. ш. 3°40′ сх. д. / 54.000° пн. ш. 3.667° сх. д.   |
| Patria          | вантажне судно      | Швеція          | 19 січня 1940  | 1 188        | вугілля, асфальт, папір                                      | потоплено          | 54°16′ пн. ш. 3°30′ сх. д. / 54.267° пн. ш. 3.500° сх. д.   |
| Linda           | вантажне судно      | Естонія         | 11 лютого 1940 | 1 213        | вугілля                                                      | потоплено          | 58°51′ пн. ш. 1°54′ сх. д. / 58.850° пн. ш. 1.900° сх. д.   |
| San Tiburcio    | танкер              | Велика Британія | 4 травня 1940  | 5 995        | 2193 тони нафти, 12 поплавців для літаючих човнів Sunderland | підірвався на міні | 57°46′ пн. ш. 3°45′ зх. д. / 57.767° пн. ш. 3.750° зх. д.   |
| «Доріс»         | підводний човен     | Франція         | 9 травня 1940  | 552          |                                                              | потоплений         | 53°40′ пн. ш. 4°00′ сх. д. / 53.667° пн. ш. 4.000° сх. д.   |
| Tringa          | вантажне судно      | Велика Британія | 11 травня 1940 | 1 930        | 1000 тон вуглекислого калію, 1200 тон залізної руди          | потоплено          | 51°21′ пн. ш. 2°55′ сх. д. / 51.350° пн. ш. 2.917° сх. д.   |
| Viiu            | вантажне судно      | Естонія         | 11 травня 1940 | 1 908        |                                                              | потоплено          | 51°22′ пн. ш. 2°26′ сх. д. / 51.367° пн. ш. 2.433° сх. д.   |
| Sigurd Faulbaum | вантажне судно      | Бельгія         | 23 травня 1940 | 3 256        | олово                                                        | потоплено          | 51°29′ пн. ш. 2°38′ сх. д. / 51.483° пн. ш. 2.633° сх. д.   |
| Шторм           | сторожовий корабель | СРСР            | 11 травня 1944 | 412          |                                                              | пошкоджений        | 43°50′ пн. ш. 39°26′ сх. д. / 43.833° пн. ш. 39.433° сх. д. |